# Uroš Matić
Uroš Matić (in serbo Урош Матић?; Šabac, 23 maggio 1990) è un ex calciatore serbo, di ruolo centrocampista.

## Biografia
È il fratello minore di Nemanja Matić, anch'egli calciatore nel ruolo di centrocampista.

## Carriera

### Club
Nel gennaio 2014 passa dal Benfica al NAC Breda squadra che milita in Eredivisie dove contribuisce alla salvezza del club con 14 presenze.
Nel maggio 2014 viene siglato il prolungamento di contratto che lega Matić a La Perla del Sud fino al 30 giugno 2017.

### Nazionale
Il 27 dicembre 2014 comunica la decisione di giocare con la nazionale macedone.

## Statistiche

### Presenze e reti nei club
Statistiche aggiornate al 9 settembre 2023.
| Stagione          | Squadra           | Campionato        | Campionato | Campionato | Coppe nazionali | Coppe nazionali | Coppe nazionali | Coppe continentali | Coppe continentali | Coppe continentali | Altre coppe | Altre coppe | Altre coppe | Totale | Totale |
| Stagione          | Squadra           | Comp              | Pres       | Reti       | Comp            | Pres            | Reti            | Comp               | Pres               | Reti               | Comp        | Pres        | goal        | Pres   | Reti   |
| ----------------- | ----------------- | ----------------- | ---------- | ---------- | --------------- | --------------- | --------------- | ------------------ | ------------------ | ------------------ | ----------- | ----------- | ----------- | ------ | ------ |
| 2008-2009         | VSS Košice        | SL                | 1          | 0          | CS              | 0+              | 0+              | -                  | -                  | -                  | -           | -           | -           | 1+     | 0+     |
| 2009-2010         | VSS Košice        | SL                | 3          | 0          | CS              | 0+              | 0+              | UEL                | 2                  | 0                  | -           | -           | -           | 5+     | 0+     |
| 2010-2011         | VSS Košice        | SL                | 23         | 3          | CS              | 0+              | 0+              | -                  | -                  | -                  | -           | -           | -           | 23+    | 3+     |
| 2011-2012         | VSS Košice        | SL                | 13         | 0          | CS              | 0               | 0               | -                  | -                  | -                  | -           | -           | -           | 13     | 0      |
| 2012-2013         | VSS Košice        | SL                | 32         | 5          | CS              | 4               | 0               | -                  | -                  | -                  | -           | -           | -           | 36     | 5      |
| Totale Kosice     | Totale Kosice     | Totale Kosice     | 72         | 8          |                 | 4+              | 0+              |                    | 2                  | 0                  |             | -           | -           | 78+    | 8+     |
| gen.-giu. 2014    | NAC Breda         | ED                | 14         | 0          | CO              | 0               | 0               | -                  | -                  | -                  | -           | -           | -           | 14     | 0      |
| 2014-2015         | NAC Breda         | ED                | 28+4       | 1          | CO              | 3               | 1               | -                  | -                  | -                  | -           | -           | -           | 35     | 2      |
| 2015-2016         | NAC Breda         | ER                | 31+4       | 3+1        | CO              | 1               | 0               | -                  | -                  | -                  | -           | -           | -           | 36     | 4      |
| Totale NAC Breda  | Totale NAC Breda  | Totale NAC Breda  | 73+8       | 4+1        |                 | 4               | 1               |                    | -                  | -                  |             | -           | -           | 85     | 6      |
| 2016-gen. 2017    | Sturm Graz        | BL                | 20         | 3          | CA              | 2               | 0               | -                  | -                  | -                  | -           | -           | -           | 22     | 3      |
| feb.-mag. 2017    | Copenaghen        | SL                | 15         | 2          | CD              | 2               | 0               | UEL                | 4                  | 0                  | -           | -           | -           | 21     | 2      |
| 2017-2018         | Copenaghen        | SL                | 9          | 2          | CD              | 1               | 0               | UCL+UEL            | 3+5                | 0+0                | -           | -           | -           | 18     | 2      |
| Totale Copenaghen | Totale Copenaghen | Totale Copenaghen | 24         | 4          |                 | 3               | 0               |                    | 12                 | 0                  |             | -           | -           | 39     | 4      |
| 2018-2019         | Austria Vienna    | BL                | 31         | 5          | CA              | 4               | 1               | -                  | -                  | -                  | -           | -           | -           | 35     | 6      |
| 2019-2020         | APOEL             | AK                | 19         | 1          | KK              | 1               | 0               | UCL+UEL            | 6+8                | 1+1                | SC          | 1           | 0           | 35     | 3      |
| 2020-2021         | Qarabağ           | PL                | 19         | 1          | AK              | 3               | 0               | UCL+UEL            | 3+6                | 1+1                | -           | -           | -           | 31     | 3      |
| 2021-2022         | Abha              | SPL               | 28         | 3          | KCC             | 1               | 0               | -                  | -                  | -                  | -           | -           | -           | 29     | 3      |
| 2022-2023         | Abha              | SPL               | 27         | 0          | KCC             | 2               | 0               | -                  | -                  | -                  | -           | -           | -           | 29     | 0      |
| 2023-2024         | Abha              | SPL               | 19         | 0          | KCC             | 2               | 0               | -                  | -                  | -                  | -           | -           | -           | 21     | 0      |
| Totale Abha       | Totale Abha       | Totale Abha       | 74         | 3          |                 | 5               | 0               |                    | -                  | -                  |             | -           | -           | 79     | 3      |
| Totale carriera   | Totale carriera   | Totale carriera   | 320        | 30         |                 | 26+             | 2+              |                    | 37                 | 4                  |             | 1           | 0           | 384+   | 36+    |

## Palmarès

### Club

#### Competizioni nazionali
- Coppa di Danimarca: 1

Copenaghen: 2016-2017
- Campionato danese: 1

Copenaghen: 2016-2017
- Supercoppa di Cipro: 1

APOEL: 2019